# Küssnacht
Küssnacht (do 2003 Küssnacht am Rigi, gsw. Chüsnacht) − miejscowość i gmina w Szwajcarii, w kantonie Schwyz, w okręgu Küssnacht. Leży na północnym brzegu Jeziora Czterech Kantonów oraz południowym brzegu jeziora Zugersee.

## Historia
Początki Küssnacht sięgają IX w. Na miejscu dzisiejszej gminy istniała osada romańska należąca do władcy o imieniu Cossinius. Pierwotna nazwa miejscowości to Cossiniacum.
Szwajcarzy osiedlili się w tej okolicy około roku 1364. W 1424 r. Küssnacht uznany został za gminę kantonu Schwyz. Miała ona własną radę miejską i sąd. W 1798 roku gminę zajęły wojska francuskie. Wyzwolono ją w 1833 i 1847 roku, kiedy to miejscowość dwukrotnie zajęły oddziały Rady Szwajcarskiej. W 1848 roku mieszkańcy Küssnacht opowiedzieli się za nową federalną konstytucją Szwajcarii. Przez wieki gmina to było ważnym ośrodkiem komunikacyjnym leżącym na szlaku tranzytowym do Zurychu.

## Demografia
W Küssnacht mieszka 9 291 osób. W 2021 roku 24,8% populacji gminy stanowiły osoby urodzone poza Szwajcarią. 

## Zabytki
- kościół katolicki pw. św. Sebastiana (St. Sebastian) w stylu romańskim
- Astrid-Kapelle (kaplica królowej Astrydy) zbudowaną dla upamiętnienia belgijskiej królowej Astrydy, która 28 sierpnia 1935 roku zginęła w Küssnacht w wypadku samochodowym. Obok kaplicy znajduje się taras, z którego można podziwiać widok na port i szczyt Rigi
- muzeum (Heimatmuseum) przy szczycie Rigi. Zbiory muzealne prezentują historię i życie codzienne mieszkańców Küssnacht
- zamek Gesslerburg - siedziba ówczesnych właścicieli Küssnacht

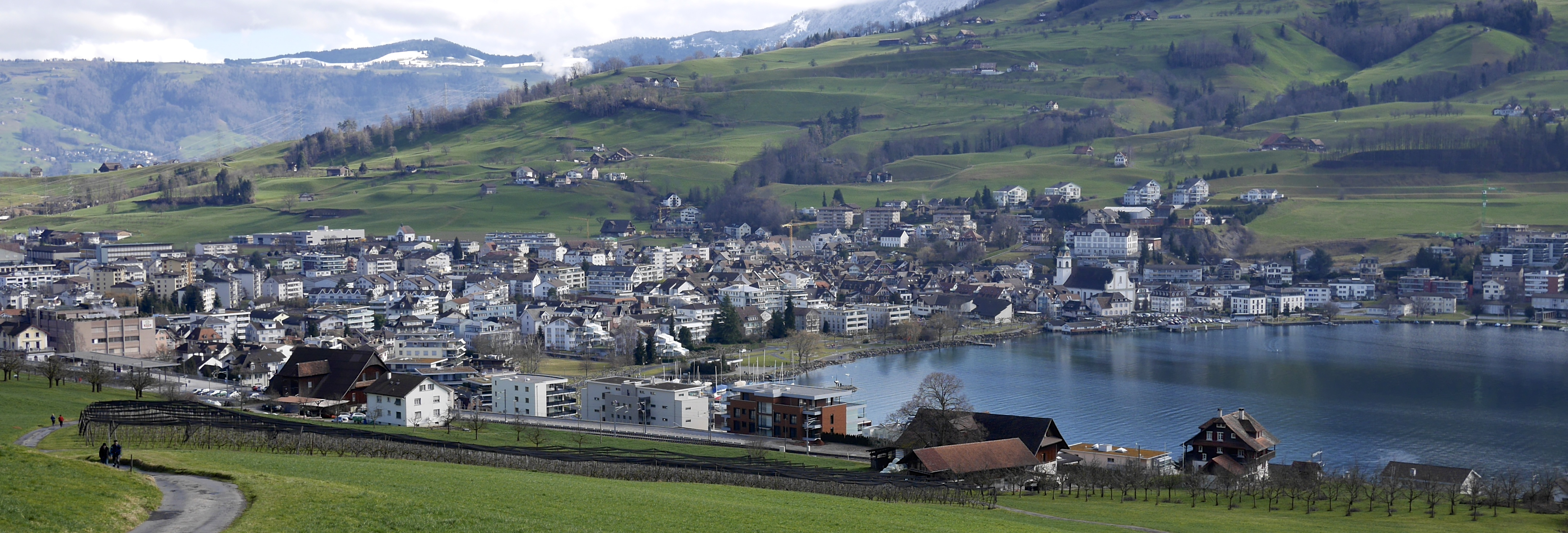
Küssnacht

## Transport
Przez teren gminy przebiegają autostrada A4 oraz drogi główne nr 2, nr 2b i nr 368.